# Чаевые

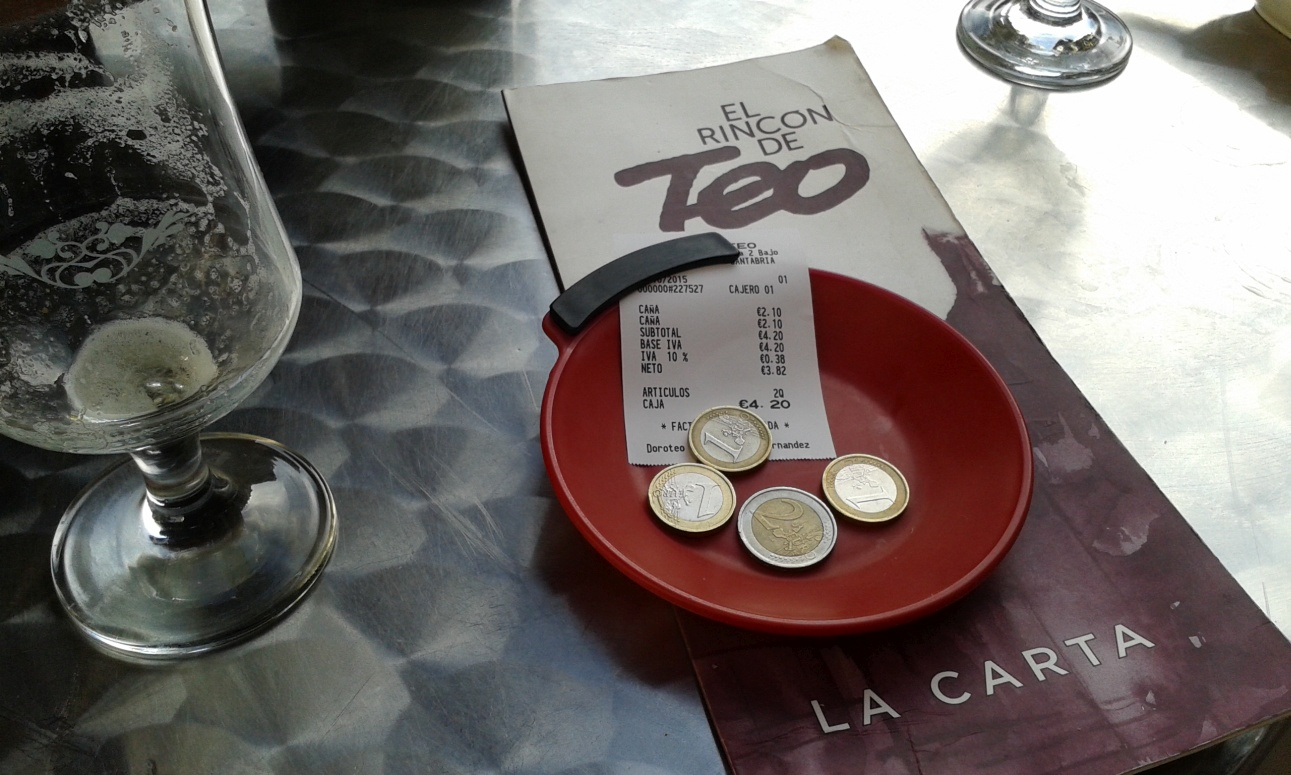
Обычный способ оставить чаевые официанту — положить деньги на стол

Чаевые — сумма денег, добровольно выдаваемых обслуживающему персоналу гостиниц, заведений общественного питания, парикмахерам, таксистам и т. п. сверх платы по счёту — «на чай». Чаевые выплачиваются согласно традиции и составляют значительную (а иногда и основную) часть дохода персонала. Как указывает ст. 6 Конвенции Международной организации труда № 172 об условиях труда в гостиницах, ресторанах и аналогичных заведениях, работникам должна выплачиваться заработная плата независимо от того, получают ли они чаевые и в каком размере, что означает, что чаевые не должны быть единственным источником дохода персонала. 
Во многих заведениях персонал обязан сдавать все чаевые администрации. По определению, персоналу нельзя требовать чаевые или просить, чтобы заплатили больше, чем решил сам гость (посетитель). Тем не менее в ряде случаев отказ от чаевых или «забывчивость» гостя в этом отношении расцениваются как нарушение этикета или даже как неэтичное поведение (например, в США).
В то же время в некоторых культурах или обстоятельствах чаевых не ожидают, и предлагать их не следует, так как это может быть расценено негативно. 
От чаевых следует отличать денежные средства, составляющие определённый процент от счёта, но уплачиваемые в качестве обязательной платы за обслуживание в пользу организации, а не физического лица — работника (даже если они потом распределяются между работниками). Также не являются «чаевыми» суммы, передаваемые в качестве милостыни или подаяния, либо уплачиваемые для того, чтобы добиться расположения какого-то лица. Уплата «чаевых» государственным служащим является противозаконной и может рассматриваться как взятка. 

## Специфика выплаты чаевых
В тех странах, где чаевые выплачивать принято (например, в США), существуют сложные неписаные законы о том, кому и сколько давать на чай. В других странах (включая Россию) обычаи на этот счёт не столь устоявшиеся, и клиент всё решает сам.
Многие критикуют существующие обычаи относительно чаевых, например, за то, что их размер привязан к сумме заказа, хотя обслуживание заказа от этого не зависит. Экономисты считают чаевые неэффективным способом оценки труда персонала. Существуют также обвинения в расистской подоплёке чаевых, поскольку этнические меньшинства обычно не столь богаты, чтобы давать на чай, а белым служащим обычно платят больше, чем цветным. Некоторые авторы считают, что чаевые поощряют уход от налогов.
Давать чаевые необязательно, если плата за обслуживание автоматически включается в счёт. В Бразилии это считается общим правилом, но клиент имеет право отказаться от уплаты по графе «обслуживание». Под чаевыми и подарками нередко подразумеваются взятки. Например, в Мексике офицер дорожной полиции может попросить нарушителя правил уличного движения купить ему освежающий напиток, а в Нигерии — попросить «немного на выходные».

## Юридическая природа
По мнению правоведа В. А. Белова, чаевые с юридической точки зрения не могут рассматриваться ни как плата за услугу (поскольку являются добровольными и размер их определяется самим клиентом, а не лицом, оказывающим услугу), ни как подарок (поскольку договор дарения является безвозмездным, а чаевые уплачиваются за оказанную услугу). Белов предлагает считать уплату чаевых не урегулированной гражданским законодательством и не образующей правоотношений односторонней распорядительной сделкой, суть которой выражается в том, что право собственности на имущество, образующее чаевые (как правило, денежные средства), добровольно и окончательно передаётся их подателем лицу, оказывающему услугу, с целью поощрения последнего за оказанные услуги, соответствующие высоким стандартам качества, и стимулирования к оказания не менее качественных услуг в будущем.

## Чаевые в разных странах
Точная дата появления такого понятия, как чаевые, неизвестна. Одни исследователи предполагают, что традиция появилась вместе с развитием сферы обслуживания. Другие называют местом появления чаевых Британию XVI века. Тогда у англичан появилась традиция пить чай, а гости, которые останавливались на ночлег в доме хозяина, давали его слугам деньги.
В западных странах чаевые оставляют почти всему обслуживающему персоналу, к которому относятся таксисты, метрдотели, носильщики, швейцары, бармены, горничные. В России до 1917 года у обслуживающего персонала в трактирах и ресторанах не было понятия зарплаты — они жили на чаевые. В зависимости от того, какие чаевые они получали, часть должны были платить хозяину заведения.
Чаевые приняты не во всех странах. Так, например, в отличие от США, где давать чаевые заведено, французы и австралийцы платят в ресторане ровно по счёту. Принятая сумма чаевых тоже часто различается в разных странах; так, в Израиле считается хорошим тоном давать чаевые суммой в 10 % от счёта, в США принятая сумма чаевых — 18-25 %.

### Беларусь
В гостиницах чаевые дают не всегда и сравнительно немного. Нередко «услуги» уже включены в сумму счёта в размере 5-15 %. В заведениях общественного питания размер чаевых зависит от наценочной категории, обычно в пределах 10 %, при этом некоторые заведения также включают чаевые в счёт. Работникам сферы извоза (таксистам) чаевые давать не принято. При бытовом обслуживании в Белоруссии чаще всего используется схема оплаты у администратора после оказания всех услуг, что усложняет дачу чаевых. Однако есть практика давать чаевые «своим» мастерам.

### Болгария
В Болгарии чаевые называют бакшиш и дают, только если обслуживание понравилось.

### Германия
Сумма чаевых (нем. Trinkgeld — деньги на выпивку) в ресторанах, кафе и увеселительных заведениях составляет 5-10 % от счета, только если обслуживание понравилось. Включающая чаевые общая сумма называется клиентом сразу при передаче денег, перед тем, как официант даёт ему сдачу.
Небольшие чаевые принято оставлять экскурсоводам по городу и водителям туристических автобусов, обычно 1-2 евро с человека.
Таксистам и парикмахерам принято давать чаевые в размере 10 % от цены услуги.
Даже при первоклассном обслуживании чаевые более 10 % от услуги в Германии считаются неуместными.

### Израиль
Чаевые (ивр. תשר‎, для обозначения которых чаще используется слово «тип» или во мн. числе «типим» (ивр. טיפ‎) от англ. tip) принято давать в ресторанах, кафе и увеселительных заведениях. Сумма чаевых составляет 10 % от счёта. Чаевые обычно оставляют наличными на столе после оплаты счёта, вне зависимости от того, каким платёжным средством был оплачен счёт. Если же у посетителей нет при себе наличных денег, то в некоторых ресторанах можно добавить чаевые к счёту перед оплатой; обязательно нужно убедиться в существовании возможности добавления чаевых к счёту и оговорить сумму оставляемых чаевых с официантом при передаче ему платёжного средства (кредитной карточки или чека), иначе официант проведёт платёж только на сумму, указанную в счёте, без учёта чаевых.
Парикмахеры и таксисты чаевые не получают, но считается хорошим тоном округлять сумму платежа таксисту вверх до целого числа шекелей.

### Исландия
В Исландии чаевые давать не принято.

### Испания
В Испании чаевые не приняты и не распространены среди местного населения, за исключением сферы общественного питания. В барах и маленьких ресторанах испанцы оставляют в качестве чаевых мелочь — её оставляют на пластине после оплаты счёта. В большинстве ресторанов принято оставлять между 5 % и 10 %. Никакие чаевые не предполагаются за пределами ресторанного бизнеса.

### Китай
Раньше в Китае чаевые были запрещены и их можно было посчитать взяткой. В отелях и ресторанах для туристов нужно оставлять на чай только носильщикам багажа.
В Китае до кризиса 2008 года такое отношение в целом сохранялось даже в туристических районах, однако впоследствии благодаря бурному росту иностранного туризма чаевые стали восприниматься как обычное и даже желательное явление.

### Прибалтика (Латвия, Литва, Эстония)
Во всех трех странах Прибалтики (Латвия, Литва, Эстония) принято оставлять до 10 % от суммы счета в сфере общественного питания. В других сферах обслуживания (салоны красоты) принято оставлять около 5 % от стоимости услуги. При оплате услуг такси принято округлять стоимость до ровной суммы (к примеру если ваш счет за такси 3,18 евро, то, как правило, оставляют 3,5- 4 евро ).

### Россия
Впервые то, что можно было бы назвать чаевыми, то есть «дача сверх жалованья», встречается в записях Якова Булгакова начала XIX века: «швейцарам Благородного собрания — 10 рублей, швейцарам нижним — 2,6, швейцарам Аглинского клоба — 2,6».
Самое раннее упоминание чаевых в корпусе русского языка встречается у Павла Федотова в поэме «Поправка обстоятельств, или Женитьба майора» (1848):
«Единичными рублями

Там с простыми писарями

Не поладишь, им на чай

Тож полсотенку подай, ―

Вот тогда язык развяжут

И вакансию укажут,

Да научат и уму,

То есть сколько и кому

Да и в руки ль самому.»
В СССР практика чаевых, общепринятая до революции, официально осуждалась, хотя на деле продолжала существовать. У водителей такси, как правило, «не было мелочи на сдачу»; в парикмахерских постоянные клиенты приплачивали «своему» мастеру сверх тарифа и т. п.
В современной России эта традиция частично возродилась. Некоторые рестораны могут включать чаевые в счёт, но это встречается относительно редко, также клиенты могут округлять счёт в большую сторону и не забирать мелкие купюры и монеты на сдачу. Бывают чаевые и в других сферах обслуживания, например, чаевые курьеру или мастеру-ремонтнику, их размер никак не регламентируется, и оставляют их, как правило, за быстрый и качественный сервис. Взимание каких-либо процентов от суммы счёта является незаконным согласно ч. 2 ст. 16 Закона РФ «О защите прав потребителей», которая запрещает обусловливать приобретение одних товаров (работ, услуг) обязательным приобретением иных товаров (работ, услуг).

### Сингапур
В Сингапуре в ресторанах практика дачи отдельно наличными чаевых не принята, существует так называемый «сервисный сбор», который включен в счёт и составляет 5-10 % от суммы счёта.

### США
В США чаевые являются «добровольно-принудительными». Принятая сумма сильно варьируется от штата к штату и даже от города к городу. В Нью-Йорке чаевые обычно составляют 18-25 % от счёта. На чай всегда дают официантам, барменам и таксистам. В XX веке ещё считалось неприличным давать на чай владельцу заведения, но к концу столетия эта норма была забыта, и статус одариваемого уточнять теперь не обязательно. За столом в ресторане на чай обычно даёт только один человек — тот, кто платит по счёту. Его гостям этого делать не следует, чтобы не ставить под сомнение щедрость того, кто их пригласил.
Законы штатов Аляска, Калифорния, Миннесота, Монтана, Невада, Орегон и Вашингтон требуют, чтобы официантам выплачивалась хотя бы минимальная заработная плата. В других штатах законы допускают, чтобы хозяин заведения учитывал чаевые при расчётах со своими работниками и платил им меньше установленного минимума. В штате Вирджиния зарплата может вообще не выплачиваться, и доход официанта целиком состоит из чаевых. Для этого работник должен получать чаевыми не менее 30 долларов в день.
В ресторанах
Ещё в 1980-х годах обычные чаевые составляли не более 10-15 % от суммы счёта, не считая налогов, но с тех пор выплаты поднялись до 15-20 %. Во время экономического кризиса обычно платят меньше. По данным налогового управления, персонал утаивает от налогообложения не менее 40 % чаевых. Если посетитель не удовлетворён качеством обслуживания, он может обратиться к менеджеру, чтобы урегулировать проблему, прежде чем решать уменьшить сумму чаевых против обычного. Если официант настолько досадил клиенту, что последний готов поднять скандал, он вместо чаевых иногда оставляет на столе мелкую монетку, но это уже считается личным оскорблением.
Для больших групп, то есть шесть человек и более, ресторан нередко определяет стандартный размер чаевых (~18 %), и они облагаются обычными налогами. Политика заведения насчёт чаевых описывается в меню, или её обязаны объяснять клиентам сами официанты прежде, чем они примут заказ. Клиентам следует проверять, не включено ли обслуживание в стоимость заказа, прежде чем давать на чай. В отличие от стоимости блюд, эту часть счёта при желании можно изменить как в сторону увеличения, так и в сторону уменьшения. В частности, можно оговорить чаевые не только для официантов, но и для поваров, барменов или даже водителя автобуса, но многие рестораны и так считают, что чаевые должны быть разделены между всеми работниками.
В ресторанах быстрого питания и кофейнях, где посетители сами получают заказ возле кассы, чаевые оставлять не принято, хотя иногда мелочь можно бросить в специально оставленную рядом тарелку.
В такси
Обычно рекомендуется давать водителю 15 % от суммы по счётчику, но если он соглашается подождать клиента или подносит тяжёлый багаж, дают больше.
Государственные служащие
Давать на чай государственным служащим запрещено законом и считается взяткой. Тем не менее не запрещено что-либо им дарить (кроме денег) на сумму не более 20 долларов.
Розничная торговля
В магазинах чаевых обычно не дают, но в Калифорнии и некоторых других штатах они считаются собственностью того, кому дали на чай, и владелец магазина не может запретить работнику принимать чаевые.

### Украина
На Украине принято давать «на чай», но всё зависит от «уровня» заведения. В обычных заведениях чаще всего, расплачиваясь, просто округляют сумму, не требуя сдачи. В элитных же заведениях чаевые либо вписаны в счёт, либо приняты в размере 10 %. Принято давать на чай курьерам и таксистам в количестве округления до большей суммы чека.

### Франция
В соответствии с законами Франции стоимость обслуживания включается в счёт блюд кафе и ресторанов, поэтому чаевые в них считаются необязательными.
Закон о включении чаевых в счет был принят ещё в 1955 году.
Если посетители остались довольны обслуживанием, они перед уходом могут оставить на столе небольшую дополнительную сумму, обычно 1-2 евро (в ресторанах с первоклассным обслуживанием — 5-10 % от счета) за обед или 0,10-0,20 евро за чашку кофе. Это рассматривается как дополнительный жест благодарности, но не как обязанность клиента.
В гостиничном бизнесе чаевые рассматриваются как благодарность за дополнительные услуги. Так, если служащий гостиницы помог поднять багаж в номер, ему принято заплатить 0,5-1 евро за каждую сумку. За поддержание безупречной чистоты в номере горничной можно оставить чаевые в расчёте 1-1,5 евро в день. Чаевые в размере 5-20 евро можно дать консьержу в гостинице, если он проявлял дополнительную заботу о клиенте: предоставил лучший номер, вызывал такси, заказывал билеты на поезд и т. п.
Небольшие чаевые принято оставлять экскурсоводам: от 1-2 евро экскурсоводу в музее до 2-5 евро за длительную экскурсию по городу.
Таксистам и парикмахерам принято давать чаевые в размере 5-10 % от услуги.
Излишние чаевые (более 10 % от услуги) даже при первоклассном обслуживании во Франции считаются неуместными.

### Швеция
В Швеции не существует традиции оставлять чаевые.

### ЮАР
В Южной Африке дают чаевые за охрану автомобиля. Это неофициальная услуга, которая получает очень быстрое распространение. Лицо, которое вызывается охранять автомобиль, также помогает искать парковочное место. Услуга востребована, так как, согласно статистике, в ЮАР каждый день угоняют до 140 автомобилей. Чаевые за такую услугу составляют чуть меньше доллара.

### Япония, Корея
В Японии и Корее везде платят точно по счёту, оставленные чаевые могут воспринять как оскорбление. Если иностранец оставит чаевые, обыкновенно его догонят на выходе, а то и на улице, и вернут деньги.